# Flávio Leitão
Francisco Flávio Leitão de Carvalho (Fortaleza, 21 de abril de 1939), é um médico, professor e escritor brasileiro, membro da Academia Cearense de Letras.

## Biografia
Filho do poeta e professor José Valdivino de Carvalho e da pianista Maria Adamir Leitão de Carvalho. Possui graduação em Medicina pela Universidade Federal do Ceará (1964) e mestrado em Cirurgia pela Universidade Federal do Ceará (2000). É médico, neurocirurgião, Professor Adjunto IV aposentado da Faculdade de Medicina da Universidade Federal do Ceará, tendo dezenas de publicações científicas em revistas brasileiras. Vem-se dedicando, desde 1993, à publicação de contos, na Antologia anual da SOBRAMES (Sociedade Brasileira de Médicos Escritores).
É Membro Efetivo da Academia Cearense de Letras – ACL (10/01/17); Membro Fundador Vitalício da Cadeira nº 5 da Academia Cearense de Médicos Escritores – ACEMES (29/10/15); Membro Efetivo da Academia de Letras e Artes do Nordeste – ALANE (21/10/15); Membro da Academia Metropolitana de Letras de Fortaleza – AMLEF (16/05/09); Membro da Sociedade Brasileira de Bibliófilos (04.09.2002); Membro Titular da Academia Cearense de Medicina (23/08/02). É Membro Emérito da Sociedade Brasileira de Neurocirurgia, do Conselho Regional de Medicina do Estado do Ceará e tem a Comenda do Mérito Médico do Curso de Medicina da Unifor (Universidade de Fortaleza).

## Obra
- A Ventura de Gamalielzinho & Outros Contos (2016);
- Retórica de Circunstâncias (2016);
- História da Neurologia e da Neurocirurgia no Ceará (2009);
- Algumas Achegas à História da Neurologia Cearense, in História da Neurologia no Brasil.